# Arthrotidea
Arthrotidea là một chi bọ cánh cứng trong họ Chrysomelidae.
Chi này được Chen miêu tả khoa học năm 1942.

## Các loài
Các loài trong chi này gồm:
- Arthrotidea cheni Xingke, 1996
- Arthrotidea luoxuensis Xingke, 1996
- Arthrotidea rubrica Chen & Jiang, 1981
- Arthrotidea ruficollis Chen, 1942
- Arthrotidea scutellaris Jiang, 1988